# Trojí zodpovědnost
Trojí zodpovědnost (anglicky triple bottom line) je princip, podle kterého by činnost firmy měla stát na třech pilířích: ekonomické prosperitě (profit), kvalitě životního prostředí (planet) a společenském kapitálu (people).[nedostupný zdroj] Pojetí trojí zodpovědnosti vyžaduje, aby byla firma zodpovědná spíše subjektům, které mohou být, ať již přímo či nepřímo, její činností ovlivněny, než vlastním podílníkům. Podle stakeholderské teorie by podnikatelský subjekt měl sloužit jako nástroj koordinace zájmů stakeholderů, místo maximalizace zisku podílníků (majitelů).[zdroj?]